# August von Ritt
August von Ritt, též August Ritt von Jaufen (26. srpna 1852 České Budějovice – 30. března 1934 Vídeň), byl rakousko-uherský, respektive předlitavský státní úředník a politik, v letech 1909–1911 ministr veřejných prací.

## Biografie
Vystudoval techniku ve Vídni a Mnichově, získal titul inženýra. V roce 1876 nastoupil jako státní úředník do stavebního úřadu v provincii Rakouské přímoří. Od roku 1882 pracoval na ministerstvu vnitra. Od roku 1887 byl stavebním radou na stavebním úřadu v Tyrolsku, později vedl stavební odbor na místodržitelství pro Tyrolsko a Vorarlbersko v Innsbrucku. V Tyrolsku inicioval provedení úprav vodních toků. Pod jeho vedením probíhala výstavba horské silnice Große Dolomitenstraße.
Za vlády Richarda Bienertha se dodatečně stal ministrem veřejných prací. Funkci zastával v období 10. února 1909 – 9. ledna 1911.